# Ostdeutsche Heimatstuben und Heimatmuseum Ohlau

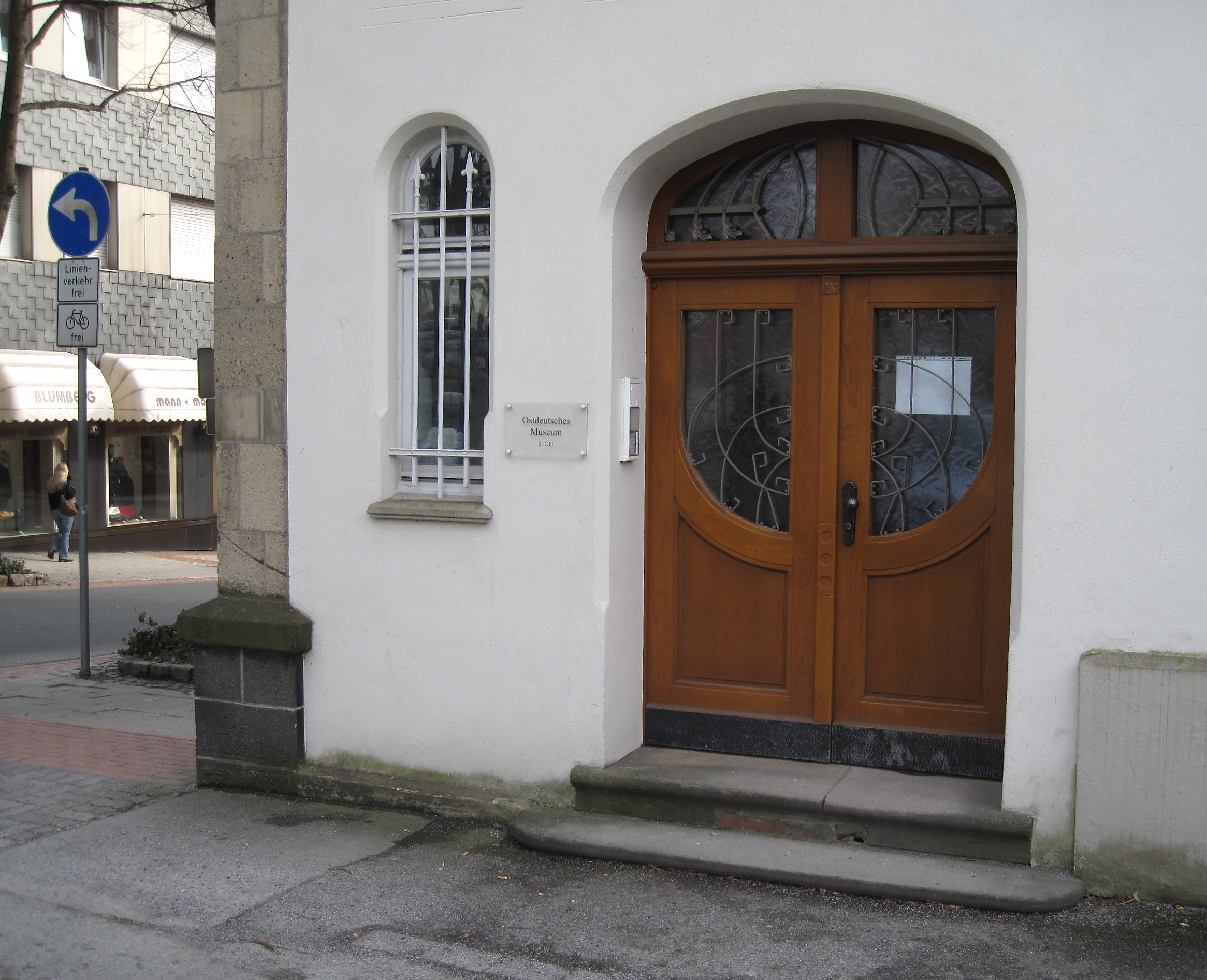
Eingang zum Museum

Unter der Bezeichnung Ostdeutsche Heimatstuben und Heimatmuseum Ohlau wird im Iserlohner Stadtteil Letmathe ein Heimatmuseum betrieben, das sich mit der Geschichte der niederschlesischen Stadt Ohlau befasst.
Das Museum wurde 1956 in Trägerschaft der Bundesheimatgruppe Ohlau e. V. gegründet und wird seit dem 1. Januar 2010 von der Stadt Iserlohn verwaltet. Es ist im alten Rathaus von Letmathe in der Hagener Straße 20 untergebracht.
Die Sammlung von Kulturgütern aus Ostpreußen, Pommern, Schlesien und dem Donauraum enthält unter anderem Landwirtschafts- und Haushaltsgeräte, Militaria, Trachten und Schmuck sowie Chroniken und Bilder. Im Literaturbestand befindet sich eine Hausbibel aus dem 18. Jahrhundert.